# GSM
GSM (zkratka z francouzského „Groupe Spécial Mobile“) je v telekomunikacích celosvětově nejrozšířenější standard pro digitální mobilní sítě, který vytvořil Evropský ústav pro telekomunikační normy (ETSI). Poprvé byl zprovozněn pod označením 2G v prosinci 1991 ve Finsku. V roce 2020 má GSM technologie 90% podíl na trhu a je používán ve 193 zemích a teritoriích světa. Během doby byl standard doplněn o datové přenosy (GPRS, EDGE) využívané zejména pro připojení k Internetu. Nástupcem jsou sítě třetí generace (3G) standardu UMTS, čtvrté generace (4G) a páté generace (5G). Předchůdcem GSM byly analogové mobilní sítě 1G.

## Historie

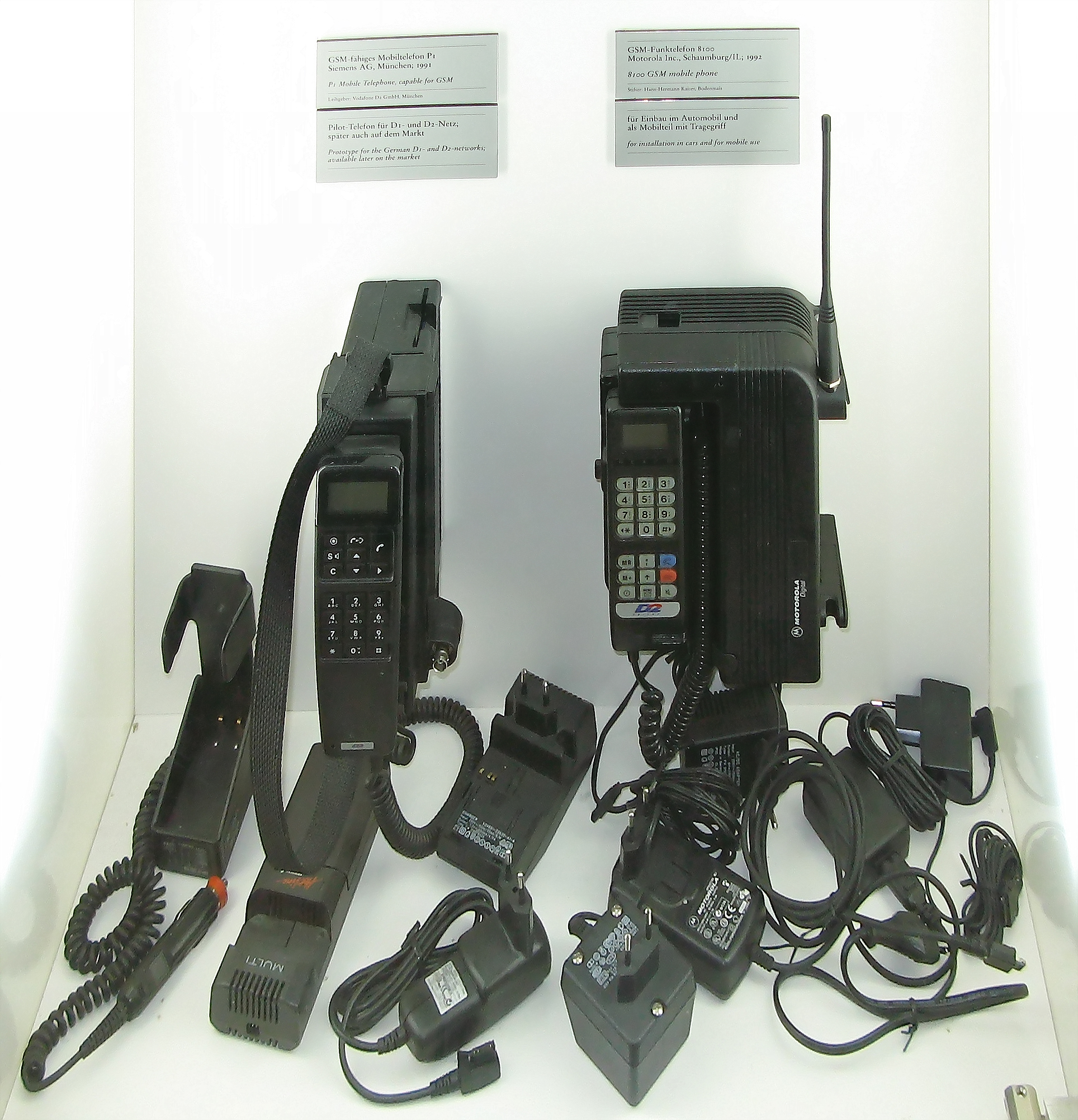
GSM telefony z roku 1991

Jméno systému GSM pochází z názvu pracovní skupiny („Groupe Spécial Mobile“), která navrhla první verze standardu. GSM je ochranná známka organizace GSMA. Navzdory dnešní popularitě, v roce 1982, kdy byla skupina GSM založena, se předpokládalo, že mobilní telefony bude používat jen malý zlomek obyvatel. Na začátku 80. let 20. století byly uváděny do provozu buňkové mobilní sítě první generace systémů NMT a AMPS. Telefony pro tyto sítě nebyly přenosné, ale kvůli své hmotnosti, spotřebě a rozměrům se montovaly do automobilů. Signál pokrýval pouze největší města a jejich blízké okolí. Kvůli ceně mobilních telefonů a hovorného se jednalo o luxusní službu i pro obyvatele vyspělých zemí. Nepříjemná byla i nejednotnost systémů v různých zemích a neexistence roamingových smluv mezi operátory, což omezovalo použitelnost mobilních telefonů na jednu nebo několik málo zemí.
Skupina GSM navrhla systém používající digitální technologii pro přenos hovorů i signalizace; digitální systémy mobilní telefonie se označují jako systémy 2. generace (2G). Použití digitální technologie umožňuje poskytování dalších služeb, od komunikace pomocí krátkých textových zpráv (SMS), datových přenosů, až po menší služby, které zvyšují komfort uživatelů, jako je zobrazování čísla volajícího, hlasová schránka, přesměrování hovorů a další. Digitalizace přináší zvýšení kvality zvuku, značně ztěžuje odposlech hovorů a umožňuje i jejich šifrování. Použití časového dělení umožňuje využití jednoho kmitočtu v jedné buňce více uživateli současně a zároveň značně snižuje spotřebu (telefon vysílá jenom zlomek času hovoru). Použití SIM karty umožňuje snadnou změnu mobilního telefonu.
Skupina GSM původně patřila CEPT. Technické základy systému GSM byly definovány v roce 1987. V roce 1989 převzala kontrolu ETSI a kolem roku 1990 byla první specifika GSM na světě a obsahovala přes 6000 stran textu. Obchodní operace začala Radiolinja z Finska v roce 1991. Později bylo rozhodnuto, že se zachovají iniciály GSM, ale změní se význam zkratky.
Vedle datových přenosů CSD (Circuit Switched Data), které se platí stejně jako telefonní hovory, zavádí v roce 1997 GSM standard levnější datové přenosy pomocí paketových dat pod zkratkou GPRS. Digitální technologie umožňuje i zvyšování rychlosti přenosu dat – EDGE.
V roce 1998 byl zformován Projekt Partnerství 3. Generace (3GPP). Původně měl pouze vytvořit specifikaci pro příští (třetí, 3G) generaci mobilních sítí. Avšak 3GPP převzal také údržbu a vývoj GSM specifikace. ETSI je partnerem 3GPP. V rámci tohoto projektu byla v roce 1999 publikována specifikace Universal Mobile Telecommunications System (UMTS), která, přestože vychází z kódového multiplexu používaného v systému CDMA2000, je pokračování projektu GSM. Mnoho uživatelů „mobilních dat“ v síti „GSM“ si ani neuvědomuje, že ve skutečnosti používají síť UMTS.
Všudypřítomnost GSM standardu a „roamingové smlouvy“ mezi mobilními operátory dělají z mezinárodního telefonování běžnou záležitost. I přes svůj vývoj zachovává GSM zpětnou kompatibilitu s původními GSM telefony. GSM je v současnosti vyvíjeno skupinou 3GPP převážně jako otevřený standard.

## Obchodní situace
Telefony podle standardů z rodiny GSM (GSM, EDGE, UMTS W-CDMA a LTE) používá celosvětově téměř 90 % mobilních účastníků. Na konci roku 2011 používalo mobilní telefony (všech standardů) přibližně 5,9 miliardy účastníků. Největším soupeřem GSM je systém CDMA2000, který na konci roku 2011 používalo přibližně 626 miliónů účastníků, převážně v Severní Americe a Asii. Téměř 1 miliarda z GSM/UMTS účastníků používá datové služby 3G technologie W-CDMA, která vychází z CDMA.
Hlavní důvod pro růst používání GSM, hlavně mezi roky 1998 až 2002, byla dostupnost předplaceného volání. To umožnilo lidem vlastnit mobilní telefon i tehdy, pokud se nechtěli smlouvou zavazovat operátorovi.

## Radiové rozhraní
| Operátor    | 2G       | 3G   | 4G/LTE            |
| ----------- | -------- | ---- | ----------------- |
| O2-CZ       | 900/1800 | 2100 | 800/1800          |
| T-Mobile CZ | 900/1800 | 2100 | 800/1800/2100     |
| Vodafone CZ | 900/1800 | 2100 | 800/900/1800/2100 |

GSM je buňková síť, což znamená, že mobilní telefony se připojují do sítě prostřednictvím nejbližší buňky. GSM síť funguje na několika radiových frekvencích. V Česku jsou používány pro 2G sítě frekvence 900 a 1800 MHz, 3G sítě na 2100 MHz a LTE sítě na 800, 900, 1800 a 2100 MHz (viz tabulka vpravo).
Jsou čtyři různé velikosti buněk – Makro, mikro, piko a deštníkové buňky. Oblast pokrytí každé buňky se liší podle prostředí. Za makro buňky jsou považovány ty kde je umístěna anténa základové stanice na stožáru nebo na budově nad úrovní střech. Mikro buňky mají anténu umístěnou pod úrovní střech; typické je použití v zastavěných oblastech. Pikobuňky jsou malé buňky s průměrem pár desítek metrů; používají se hlavně uvnitř budov. Na druhou stranu deštníkové buňky se používají pro pokrytí oblastí ve stínech a na vyplnění mezer mezi buňkami.
Velikost pokrytí záleží na výšce antény, výkonu antény a na podmínkách šíření a pohybuje se od několika stovek metrů až do desítky kilometrů. Největší vzdálenost které se podle specifikace GSM prakticky používá je 35 km. Existuje však koncept rozšířené buňky kde může být oblast větší než dvojnásobná.
Pokrytí uvnitř budov podporuje GSM také a dosahuje se ho děličem výkonu který přenáší radiový signál z vnějšku do odděleného systému antén uvnitř. To se používá hlavně když je potřeba velká kapacita hovorů, například v obchodních centrech nebo na letištích. I když to není nezbytně nutné, protože radiový signál z venku se šíří i skrz zdi.

## Struktura sítě

Struktura GSM sítě

Síť za systémem GSM je velká a složitá, aby mohla poskytovat veškeré vyžadované služby. Je rozdělena do několika sekcí.
- Mobilní telefony – na obrázku vpravo část označená MS: Mobile Station - koncová zařízení pro většinu služeb sítě GSM
- Systém základnových stanic – na obrázku vpravo část označená AN: Access Network – umožňuje přístup mobilních telefonů do sítě
- Síťový spojovací subsystém (též Síťový a přepínací podsystém) – na obrázku vpravo označený CS: Circuit Switched – část sítě zajišťující spojování telefonních hovorů nejvíce podobná pevné síti. Většinou se jí říká prostě hlavní síť.
- Hlavní síť GPRS – na obrázku vpravo označená GPRS PS: Packet Switched – volitelná (ale prakticky ve všech sítích přítomná) část která umožňuje internetové spojení na bázi paketů.
- Společné prvky – na obrázku vpravo označené CS & PS – především databáze domovský registr (HLR), návštěvnický registr VLR, Autentizační středisko (AuC), Equipment Identity Register (EIR), Středisko krátkých textových zpráv (SMS-GMSC je jeho vstupní část)

Všechny elementy spolupracují, aby mohly poskytovat GSM služby jako hovory, SMS a přenos dat.

### Subscriber Identity Module
Jednou z klíčových vlastností GSM je Subscriber Identity Module, známá jako SIM karta. SIM karta je vyjímatelná čipová karta, obsahující informace potřebné k přihlášení uživatele do sítě a je na ní uložen telefonní seznam a SMS. Uživatel může kartu vytáhnout ze svého mobilního telefonu a jednoduše ji použít v jiném telefonu. Nebo naopak může v jednom mobilním telefonu střídat více operátorů. Někteří operátoři však prodávají tzv. SIM lock telefony, které dovolují používat pouze jednu, nebo skupinu SIM karet. Toto blokování je v některých zemích zakázáno.
V USA a Evropě většina operátorů prodává zamčené telefony. Dělají to z důvodu nižší ceny telefonu, který si zákazník může koupit při podepsání smlouvy. Uživatel může kontaktovat svého operátora, aby mu jeho mobilní telefon odblokoval, jenže dost operátorů toto ignoruje.
Někteří operátoři v USA, jako například T-Mobile a Cingular umožňují nechat si odemknout mobilní telefon zadarmo, pokud jste již určitou dobu jejich zákazníkem. Existuje také možnost odemknout si mobilní telefon sám, softwarem staženým z Internetu. Další možností je nechat si odemknout mobilní telefon třetí osobou, což je mnohem rychlejší a levnější než u operátora. Ve většině zemí je odemknutí telefonu legální. Mobilní operátor T-Mobile v České republice již nabízí všechna svá mobilní zařízení (mobilní telefony, modemy a PC karty) bez SIM lock. Vodafone Czech Republic (jako nástupce Oskara) telefony neblokoval již od svého vstupu na trh.

### Bezpečnost GSM
Síť GSM byla navržena s průměrnou úrovní zabezpečení. Systém byl navržen tak, aby ověřoval uživatele použitím sdíleným-tajným šifrováním. Komunikace mezi uživatelem a základovou stanicí může být šifrována. Vývoj UMTS představil možnost USIM, která používá delší autorizační klíč, který zajišťuje vyšší bezpečnost a oboustrannou autorizaci mezi uživatelem a sítí – zatímco GSM autorizuje jen uživatele do sítě (a ne obráceně). Bezpečnostní model proto nabízí důvěrnost a autentičnost, ale omezené autorizační schopnosti.
GSM pro zabezpečení používá některé šifrovací algoritmy. Šifry A5/1 a A5/2 se používají pro zajištění bezpečnosti hovoru ve vzduchu. A5/1 je silnější algoritmus používaný v Evropě; A5/2 je slabší a používá se v ostatních zemích. Vážné slabiny byly nalezeny v obou algoritmech a A5/2 je možné prolomit v reálném čase. Systém podporuje více algoritmů, takže operátoři mohou nahradit tuto šifru silnější.